# Smoluchowski (krater księżycowy)
Smoluchowski – krater na powierzchni Księżyca o średnicy 83 km, położony na 60,3° szerokości północnej i 96,8° długości zachodniej.
Decyzją Międzynarodowej Unii Astronomicznej w 1970 roku został nazwany nazwiskiem polskiego fizyka Mariana Smoluchowskiego.